# 海德拉巴县

突出顯示該行政區的信德省地圖。

海德拉巴德或海德拉巴等（英語：Hyderabad District；信德語：ضلعو حيدرآباد；烏爾都語：ضلع حیدرآباد）是巴基斯坦信德省的一個行政區。 其首府為海得拉巴市。 該地區是信德省城市化程度第二高的地區，僅次於卡拉奇，80% 的居民居住在城市地區。

## 行政区划
海德拉巴县分为4个乡。